# Mapa de tres divisiones militares de Hanyang

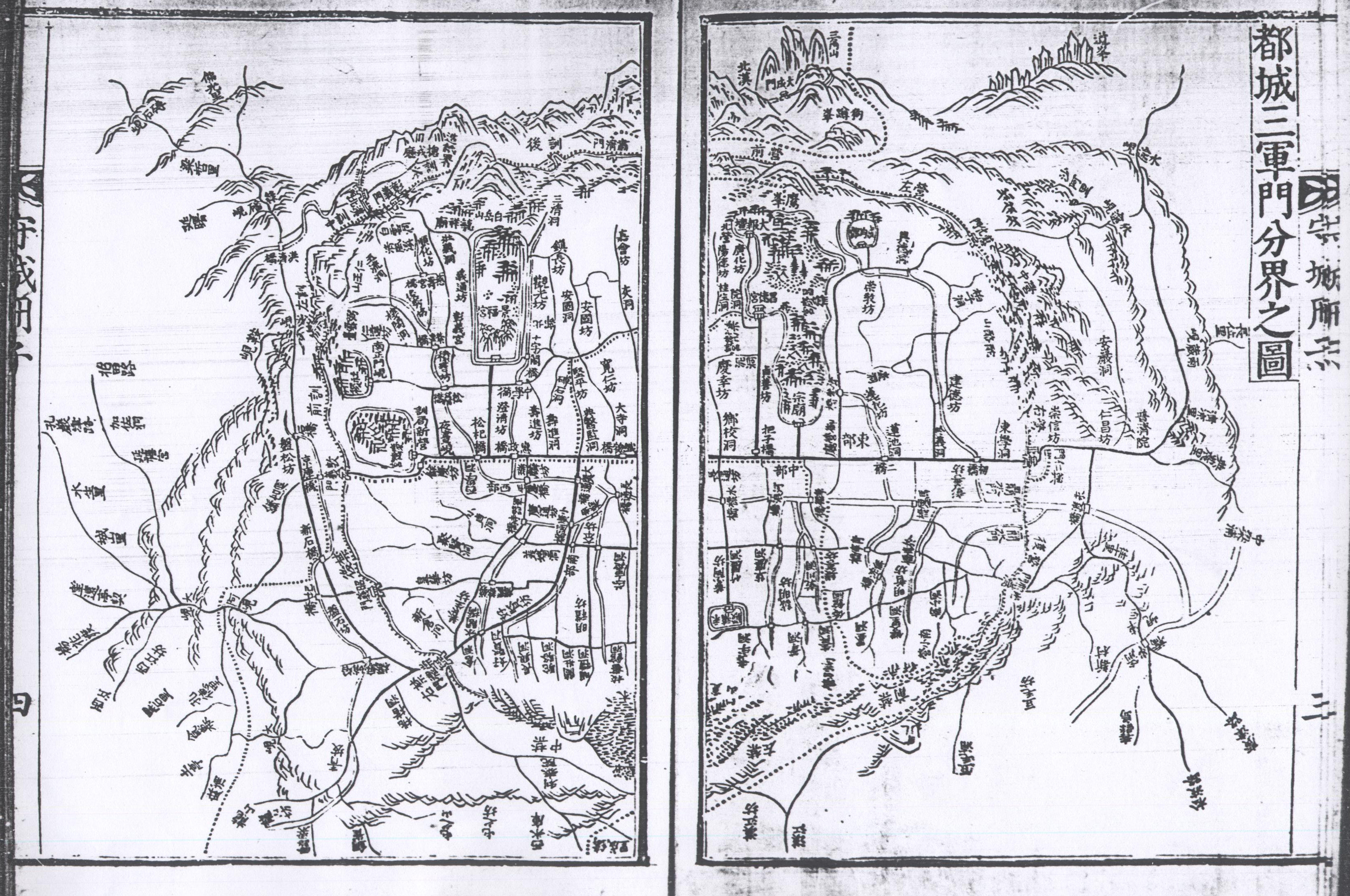
Mapa de tres divisiones militares de Hanyang.

El mapa de tres fortalezas de Hanyang (en alfabeto hangul: 도성삼군문분계지도, en hanja: 都城三軍門分界地圖) es un mapa coreano del año 1751 bajo el reinado de Yeongjo de Joseon. (r. 1694-1776).
Lo se incluye en el recuerdo real de Eojesuseong yuneum (어제수성윤음). Es el primer mapa de Seúl que se publicó en un folleto con su tamaño de 42.8 cm x 29.2cm. Como el mapa es el tipo de xilografía, las réplicas existen en varios lugares.

## Fondo
En 1636, la dinastía Qing china invadió a Joseon a fin de subyugar a Joseon, como los coreanos opusieron a hacer pacto con los descientes de Manchú. Como falleció en la guerra, continúa una crisis en la sociedad coreana pero empezando el reinado de Yeongjo, la tensión entre dos se alivió. En otro punto, los comercios domésticos desarrollaron en torno al reino. Después de la rebelión en 1728, la autoridad debería proponer la defensa de Hanyang, ahorita Seúl y consolidación de la fuerza real.
El diseño de Yeongjo fue practicado por las tres puertas de los militares en torno a la capital y el fortalecimiento de los pueblos en cada límite de la fortaleza. Su proyecto militar fue escrito en el libro que describe la ubicación de tres campamentos: el edificio de Eoyoung; de Geumwi; y de Hunryeondogam.

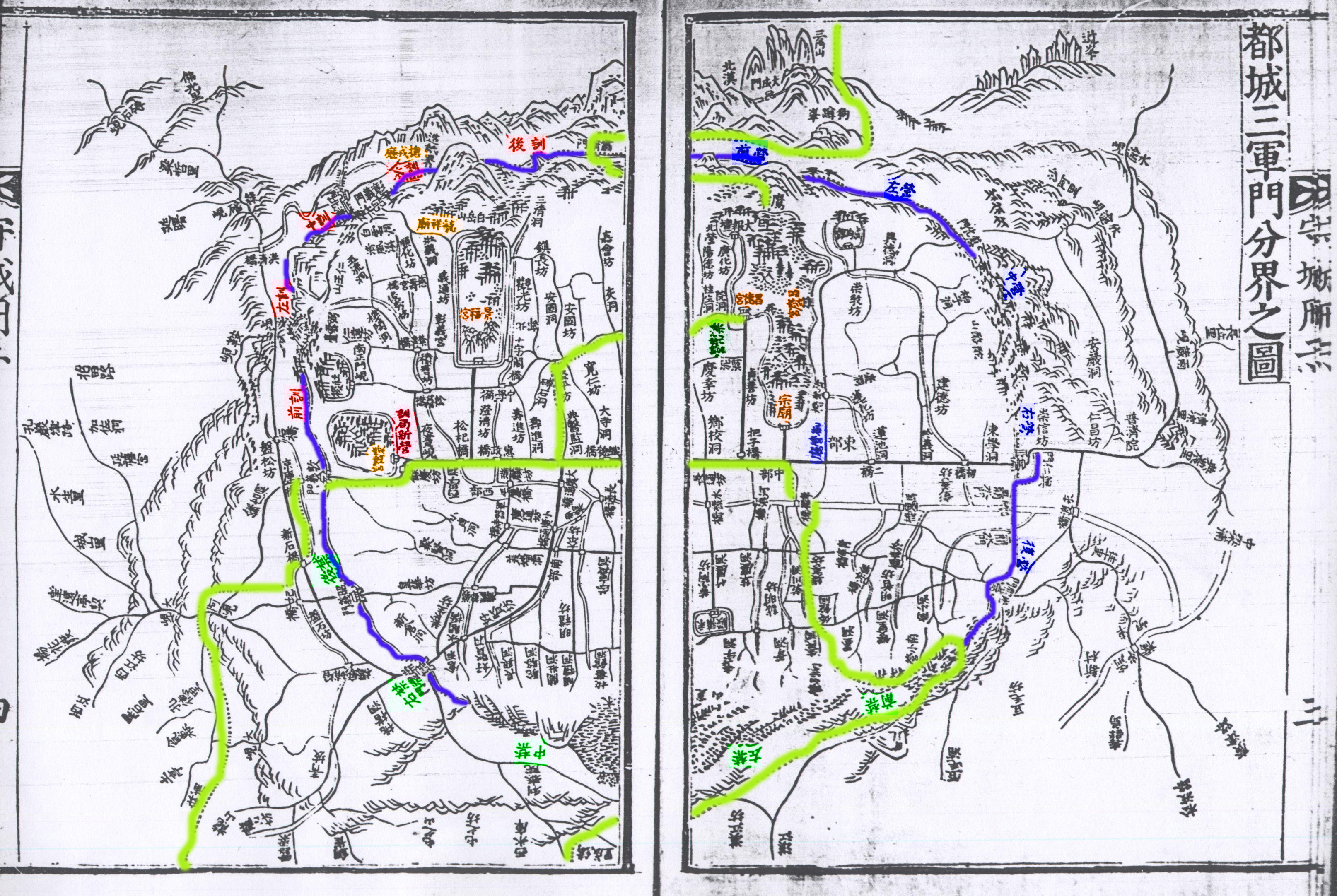
Las divisiones en torno a Hanyang, se describen con rutas a otras regiones.

## Prefecturas
Observando el estilo del mapa, puede buscar las prefecturas militares de tres divisiones. Tres divisiones se marcaron en su dirección con las marcas de 前(frente) 後(trasero) 左(izquierda) 右(derecho) 中軍(centro). Unos montes también se aparecen con tres cumbres del monte Bukak. Las prefecturas de cada campamento se marcan por cinco colores que están basados en la concepción tradicional coreana.

## Establecimientos
Los palacios se representaron en el mapa incluso Gyeonghuigung, Changdeokgung, y Changgyeonggung. El palacio principal real de Gyeongbokgung también fue descrito pero fue derrotado por la invasión japonesa sin reparaciones. Como lo representa unos lugares o edificios reales en el reinado de Yeongjo, es fácilmente apurar el dato de su producción.